# مسألة الأجسام الثلاثة

مسألة ثلاثة أجسام تحمل معنيين مميزين:
1. مسألة الأجسام الثلاثة، بمفهومها التقليدي، هي عموماً مسألة أخذ مجموعة أولية من البيانات التي تحدد بشكل مباشر أو غير مباشر المواضع، ,الكتل، والسرعات لثلاثة أجسام، لنقطة ما بالنسبة للزمن. ثم استعمال تلك المجموعة من البيانات لإيجاد حركة الأجسام الثلاثة بالنسبة لبعضها البعض ، وإيجاد مواضعها في أوقات أخرى وفقاً لقوانين الميكانيكا الكلاسيكية: أي طبقا لقوانين الحركة لنيوتن، وقانون الجذب العام. حل هذه المسائل يعني توفير طريقة تطبيقية عامة لتطبيق هذا النوع من التحقق بشأن المقذوفات الثقالية، أو السيطرة عليها بطريقة كهذه.

1. في مفهوم حديث أكثر شمولاً، مسألة ثلاثة أجسام هي صنف من المسائل في الميكانيكا الكلاسيكية أو ميكانيكا الكم تشكل نموذجاً رياضياً لوصف حركة ثلاثة جسيمات.[1][2][3] بشكل نموذجي، تعامل جميع الثلاثة جسيمات على أنها كتل نقطية، بإهمال شكلها وبنيتها الداخلية، كما يعتبر التآثر فيما بينها جهد قياسي كما في الجاذبية، أو الكهرومغناطيسية.[بحاجة لمصدر] تاريخياً، أول مسألة ثلاثة أجسام كانت قد لقت اهتماما علمياً واسعاً، تلك المتمثلة في حركة القمر والأرض والشمس.

## المعنى
معضلة الأجسام الثلاث مصطلح يطلق لتوضيح معنيين مميزين في الفيزياء والميكانيكا الكلاسيكية:
- تقليدياََ تطلق العبارة علي معضلة وصف حركة ثلاث أجسام وفقاََ لقوانين الميكانيكا الكلاسيكية (أي قوانين نيوتن للحركة وقانون نيوتن للجذب العام) عندما يكون موقع وكتلة وسرعة الأجسام معروف.
- وفي المعنی الحديث الشمولي، والمستوحی من المعنی التقليدي، تطلق العبارة علی فئة المعضلات في الميكانيكا الكلاسكية والكمية التي تصف حركة ثلاث جسيمات. وعادةََ تعتبر هذه الجسيمات الثلاثة كتل مركزة في نقطة واحدة (أو كتل نقطية) بدون حجم أو شكل أو هيكل داخلي، ويعتبرالتفاعل بين الأجسام الثلاثة بتأثير قوة من نوع «المدرج المحتمل» مثل الجاذبية أو القوة الكهرومغنطيسية.

تاريخياََ كانت معضلة وصف حركة الشمس والارض والقمر تحت تاثير الجاذبية أول مثال من معضلات الأجسام الثلاثة تحظى بالدراسة المعمقة.

## تاريخ المعضلة
في 1687م نشر اسحاق نيوتن كتابه "Philosophiæ Naturalis Principia Mathematica" أو «الأصول الرياضية للفلسفة الطبيعية» الذي احتوی علی نظريته الشهيرة للجاذبية. وفي هذه النظرية اقترح نيوتن ان القوة الجاذبية هي التي تحكم سريان الكواكب والشمس والأقمار.

عند حساب فترات زمنية قصيرة.

وبالذات في الاطروحة السادسة والستون من المجلد الأول من هذا الكتاب (والنتائج الاثنای والعشرون المباشرة لهذه الاطروحة) اتخذ نيوتن الخطوات الاولی لتعريف ودراسة معضلة تحرك ثلاث كتل ضخمة معرضة للتأثير (أو الإقلاق) الجاذبي المتبادل. وفي الاطروحات 25 الي 35 من المجلد الثالث ل«الاصول» استعمل نيوتن نتائج اطروحته السادسة والستون لمحاولة شرح حركة القمر المتأثرة بجاذبية الشمس والأرض. لم ينجح نيوتن تماماََ في استعمال نظرياته لوصف حركة القمر وسائر الكواكب لكنه قفز قفزة نوعية وضخمة الی الأمام بعلم الفلك والعلوم عموماََ. وكان لهذا أثره الملموس في تقدم الإنسانية في شتی المجالات … فعلم الفلك له تطبيقاته العملية في الملاحة، وتقدم الملاحة طور التجارة والاقتصاد.
علی الرغم من هذا التقدم فقد حس الملاحون فيما بعد 1725م بالحاجة للمزيد من التطوير. وكانت أكبر مشكلة للبحارة حينها ايجاد مواقعهم بالدقة عندما تتلاشی اليابسة عن أنظارهم. وبالتحديد كيفية تقدير خط الطول. وساد الأعتقاد أنه لابد من وصف حركة القمر بدقة أكثر من طريقة نيوتن إذا ارادوا ان يكتشفوا اسلوب لايجاد خطوط الطول الجغرافية اثناء الإبحار. كما أعتقد العلماء أن المشكلة ليست في نظرية نيوتن ولكن في المعادلات المستخدمة لتطبيقها لوصف مسيرة القمر.
وفی باريس احتدمت المنافسة بين عالمين فرنسيين: جان دالمبير وألكسيس كليرو لتحسين وصف مسار القمر. كلاهما استخدم لذلك اسلوب اعتمد علی حلول متعاقبة لمعادلات تفاضلية مشتقة من نظرية نيوتن. وقدم الاثنان تحليلاتهم الأولية لال"Académie Royale des Sciences" أو الأكادمية الملكية للعلوم في 1747م. كما روی دالمبير في منشورته في 1761م أن العلماء أخذ يطلقون العبارة Problème des Trois Corps أو معضلة الأجسام الثلاثة علی هذه المشكلة في 1747م. مع كل هذا فلم ينجحا في ايجاد وصف رياضي دقيق لمسار القمر، ولم ينجح أي عالم رياضي أخر في هذا الهدف.

عند حساب قترة زمنية طويلة

ثم في عام 1887م فهم العلماء مدی صعوبة وصف مسار القمر بدقة حينما أثبت عالما الرياضيات أرنست برنس وهنري بونكاريه أستحالة ايجاد وصف تحليلي شامل يعتمد علي الجبر والمعادلات التكاملية لمعضلة الأجسام الثلاثة. وكان الاستنتاج أن أي حركة لثلاث أجسام لا يتكرر الا في الحالات الخاصة.
لذا فالتنأبؤ الدقيق بمسار القمر في كل الحالات غير ممكن. وعندما نستدرك أن مسار القمر ليس خاضع لتأثير الجاذبية من جسمين فقط بل يخضع مساره، نظريا، لجاذبية (ولو طفيفة) من كل الأجسام في النظام الشمسي (الكواكب الأخري وأقمارهن
والكويكبات وغيرها) نفهم مدی تعقيد مسار القمر.